# 히로타니정
히로타니정(広谷町)은 효고현 야부군에 있던 정이다. 현재의 야부시 남동부에 해당한다. 

## 역사
- 1889년 4월 1일 - 정촌제 시행에 의해 13촌의 구역을 가지고 히로타니촌이 성립하였다.
- 1927년 4월 15일 - 정으로 승격해 히로타니정이 되었다.
- 1956년 9월 30일 - 다키노야촌과 합병해 야부정이 성립, 동일 히로타니정은 폐지되었다.

## 교통

### 도로
- 국도 제9호선

## 참고문헌
- 角川日本地名大辞典 28 兵庫県